# Martin Dahlin
Martin Nathaniel Dahlin (Uddevalla, 16. travnja 1968.) je bivši švedski nogometaš i nacionalni reprezentativac. Kao član švedske reprezentacije, osvojio je broncu na Svjetskom prvenstvu 1994. u SAD-u.

## Karijera

### Klupska karijera
Prvi klub u igračevoj nogometnoj karijeri bio je Malmö FF za koji je debitirao 1987. godine. Nakon četiri sezone u klubu prešao je u redove bundesligaša Borussije Mönchengladbach s kojim je 1995. osvojio DFB-Pokal. Kratko vrijeme je igrao za AS Romu da bi se nakon toga vratio u Borussiju.
Do kraja karijere, Dahlin je nastupao još za Blackburn Rovers i HSV. Na posudbi u HSV-u se ozlijedio tijekom treninga zbog čega je bio udaljen s terena do kraja same sezone odnosno isteka posudbenog roka. Zbog toga je igračev matični klub Blackburn kasnije sudski tužio osiguranje koje je odbilo platiti odštetu zbog Dahlinove ozljede. Iako je prvotna presuda donesena u korist kluba, 2005. godine je prizivni sud ukinuo presudu te proslijedio slučaj na niži sud. 12. travnja 2006. je vrhovni sud je donio konačnu presudu u korist osiguravateljskog društva.

### Reprezentativna karijera
Martin Dahlin je za Švedsku debitirao 1991. godine te je postao drugi crnoputi nogometaš u švedskoj reprezentativnoj povijesti. S njome je najveći uspjeh ostvario na Svjetskom prvenstvu 1994. u SAD-u na kojem je s reprezentacijom osvojio broncu. Sam igrač je na tom Mundijalu zabio četiri pogotka i to protiv Kameruna i Rusije u skupini te Saudijske Arabije u četvrtfinalu.

#### Pogoci za reprezentaciju
| #   | Datum               | Mjesto                          | Protivnik         | Pogodak | Rezultat | Natjecanje                |
| --- | ------------------- | ------------------------------- | ----------------- | ------- | -------- | ------------------------- |
| 1.  | 1. svibnja 1991.    | Stockholm, Švedska              | Austrija          | 4 : 0   | 6 : 0    | Prijateljska utakmica     |
| 2.  | 1. svibnja 1991.    | Stockholm, Švedska              | Austrija          | 5 : 0   | 6 : 0    | Prijateljska utakmica     |
| 3.  | 15. lipnja 1991.    | Norrköping, Švedska             | Danska            | 1 : 0   | 4 : 0    | Turnir Scania 100         |
| 4.  | 15. lipnja 1991.    | Norrköping, Švedska             | Danska            | 2 : 0   | 4 : 0    | Turnir Scania 100         |
| 5.  | 4. rujna 1991.      | Stockholm, Švedska              | Jugoslavija       | 1 : 0   | 4 : 3    | Prijateljska utakmica     |
| 6.  | 4. rujna 1991.      | Stockholm, Švedska              | Jugoslavija       | 3 : 2   | 4 : 3    | Prijateljska utakmica     |
| 7.  | 7. svibnja 1992.    | Stockholm, Švedska              | Poljska           | 4 : 0   | 5 : 0    | Prijateljska utakmica     |
| 8.  | 26. kolovoza 1992.  | Oslo, Norveška                  | Norveška          | 1 : 1   | 2 : 2    | Prijateljska utakmica     |
| 9.  | 7. listopada 1992.  | Stockholm, Švedska              | Bugarska          | 1 : 0   | 2 : 0    | Kvalifikacije za SP 94'   |
| 10. | 11. studenog 1992.  | Tel Aviv, Izrael                | Izrael            | 0 : 1   | 1 : 3    | Kvalifikacije za SP 94'   |
| 11. | 28. travnja 1993.   | Park prinčeva, Pariz, Francuska | Francuska         | 0 : 1   | 2 : 1    | Kvalifikacije za SP 94'   |
| 12. | 11. kolovoza 1993.  | Borås, Švedska                  | Švicarska         | 1 : 0   | 1 : 2    | Prijateljska utakmica     |
| 13. | 22. kolovoza 1993.  | Stockholm, Švedska              | Francuska         | 1 : 1   | 1 : 1    | Kvalifikacije za SP 94'   |
| 14. | 8. rujna 1993.      | Sofija, Bugarska                | Bugarska          | 1 : 1   | 1 : 1    | Kvalifikacije za SP 94'   |
| 15. | 13. listopada 1993. | Stockholm, Švedska              | Finska            | 1 : 1   | 3 : 1    | Kvalifikacije za SP 94'   |
| 16. | 13. listopada 1993. | Stockholm, Švedska              | Finska            | 2 : 1   | 3 : 1    | Kvalifikacije za SP 94'   |
| 17. | 19. lipnja 1994.    | Pasadena, Kalifornija, SAD      | Kamerun           | 2 : 2   | 2 : 2    | SP 94'                    |
| 18. | 24. lipnja 1994.    | Pontiac, Michigan, SAD          | Rusija            | 2 : 1   | 3 : 1    | SP 94'                    |
| 19. | 24. lipnja 1994.    | Pontiac, Michigan, SAD          | Rusija            | 3 : 1   | 3 : 1    | SP 94'                    |
| 20. | 3. srpnja 1994.     | Dallas, Texas, SAD              | Saudijska Arabija | 1 : 0   | 3 : 1    | SP 94'                    |
| 21. | 12. listopada 1994. | Bern, Švicarska                 | Švicarska         | 1 : 2   | 4 : 2    | Kvalifikacije za EURO 96' |
| 22. | 16. studenog 1994.  | Stockholm, Švedska              | Mađarska          | 2 : 0   | 2 : 0    | Kvalifikacije za EURO 96' |
| 23. | 24. travnja 1996.   | Belfast, Sjeverna Irska         | Sjeverna Irska    | 0 : 1   | 1 : 2    | Prijateljska utakmica     |
| 24. | 9. svibnja 1996.    | Helsingborg, Švedska            | Slovačka          | 1 : 0   | 2 : 1    | Prijateljska utakmica     |
| 25. | 16. svibnja 1996.   | Seoul, Južna Koreja             | Južna Koreja      | 0 : 1   | 0 : 2    | Prijateljska utakmica     |
| 26. | 1. lipnja 1996.     | Stockholm, Švedska              | Bjelorusija       | 2 : 0   | 5 : 1    | Kvalifikacije za SP 98'   |
| 27. | 1. rujna 1996.      | Riga, Latvija                   | Latvija           | 0 : 1   | 1 : 2    | Kvalifikacije za SP 98'   |
| 28. | 8. lipnja 1997.     | Kadrioru, Tallinn, Estonija     | Estonija          | 0 : 1   | 2 : 3    | Kvalifikacije za SP 98'   |
| 29. | 6. kolovoza 1997.   | Malmö, Švedska                  | Litva             | 1 : 0   | 1 : 0    | Prijateljska utakmica     |

## Privatni život
Dahlin je rođen kao sin oca Venezuelanca afričkog podrijetla te majke Šveđanke. Roditelji su mu dali ime po Martinu Lutheru Kingu, velikom američkom vođi za prava američkog crnačkog stanovništva. Rođen je u Uddevalli dok je djetinjstvo proveo u Lundu.
Nakon igračkog umirovljenja, Dahlin je postao nogometni menadžer te je zajedno s bivšim reprezentativnim suigračem Rogerom Ljungom radio u njegovoj agenciji Roger Ljung Promotion AB. Kasnije je osnovao vlastitu agenciju MD Management a neki od njegovih klijenata su Ola Toivonen, Guillermo Molins, Marcus Rosenberg, Jonas Olsson i Behrang Safari.
Također, pokrenuo je i vlastitu liniju odjeće.

## Osvojeni trofeji

### Klupski trofeji
| Klub                     | Trofej            | Godina  |
| Švedska                  | Švedska           | Švedska |
| ------------------------ | ----------------- | ------- |
| Malmö FF                 | Švedsko prvenstvo | 1987.   |
| Malmö FF                 | Švedsko prvenstvo | 1988.   |
| Malmö FF                 | Švedsko prvenstvo | 1989.   |
| Malmö FF                 | Švedski kup       | 1989.   |
| Njemačka                 |                   |         |
| Borussia Mönchengladbach | DFB-Pokal         | 1995.   |

### Reprezentativni trofeji
| Turnir                     | Trofej  | Godina  |
| Švedska                    | Švedska | Švedska |
| -------------------------- | ------- | ------- |
| Svjetsko prvenstvo u SAD-u | Bronca  | 1994.   |

### Individualni trofeji
| Nagrada    | Godina  |
| Švedska    | Švedska |
| ---------- | ------- |
| Guldbollen | 1993.   |

## Vanjske poveznice
- National Football Teams.com